# Пиратка
Пиратка е експлозивно пиротехническо изделие. Основен техен ефект е звуковият такъв, но е застъпен отчасти и светлинният.
Съществуват различни видове пиратки, различни по форма, размер и продължителност на звуковия ефект. Звуковият ефект може да се състои от един или няколко гърмежа, между които има кратки паузи.

## Легенда
Хилядолетие след откриването на барута нашумели алхимичните опити за търсене на еликсир на безсмъртието. В един такъв свои опит китайски монах на име Ли Тиан, живял близо до град Лиу Янг в провинция Хунан, открил, че смес от калиев нитрат, сяра и ситно смляна прах от въглища избухва силно, отделяйки голямо количество светлина, дим и шум. Той поставил част от сместа в бамбукови тръби, запушил ги от двете страни и поставил фитил за запалване. Така се появила пиратката.
И до днес китайците смятат, че пиратките имат силата да плашат и прогонват злите духове. Неслучайно в Китай се използват, освен при посрещането на Китайската Нова година, при раждане, а дори и при смърт. За да посрещнат Новата година без зли сили, китайците разпределят пиратки под формата на т.нар. „китайски черги“ (или „картечници“), като пиратките са голям брой и са навързани една за друга.

## Популярна култура

### Кино
- Главният герой във филма „Сам вкъщи“ (1990) използва пиратки, за да предотврати обир на къщата на своето семейство.

## В България
Пиратките са често използвано пиротехническо средство от масовия потребител. Обикновено в България пиратки се запалват по време на Коледно-новогодишните празници, а също и през първите дни след Нова година.